# Гнезненское княжество
Гнезненское княжество (лат. Ducatus Gnesnensis; пол. Księstwo gnieźnieńskie) — средневековое княжество в историческом регионе Великая Польша со столицей в Гнезно.

## История
Согласно завещанию Болеслава Кривоустого 1138 года, Польша была разделена на пять частей, а центральная часть должна была образовать Сеньориальный удел, который бы передавался старшему князю из рода Пястов. Город Гнезно, первая столица Польши и центр старейшей епархии, будучи исторически частью региона Великая Польша, не вошел в состав Великопольского княжества, а стал частью Сеньориального удела. 
В 1177 году князь Казимир II Справедливый поднял восстание против своего брата, князя-принцепса Мешко III, и завладел Гнезно, сделав его самостоятельным княжеством и став его первым князем. В 1181 году Мешко III вернул все свои земли, но также захватил Гнезно и Калиш. В 1182 году произошло первое разделение Великопольского княжества: Мешко III стал править в Калишском, Гнезненском и большей части Познанского княжества. Его старший сын Одон получил часть Познанского княжества южнее реки Обра.
После смерти Мешко III Гнезно владели его сын Владислав III Тонконогий и внук Владислав Одонич до 1239 году, когда у последнего его отобрал вроцлавский князь Генрих II Набожный. После гибели Генриха II в битве с монголами при Легнице в 1241 году сыновья Одонича Пшемысл I и Болеслав Набожный вернули Гнезненское княжество великопольской ветви Пястов. 
В 1279 году Пшемысл II, последний представитель великопольской ветви по мужской линии, объединил три великопольских княжества в единое княжество.. Оно просуществовало до 1306 года, когда силезские князья вновь завладели Великой Польшей и разделили ее территорию. Это положение сохранялось до 1314 года, когда князь Владислав I Локетек завладел всеми великопольскими землями и воссоздал Великопольское княжество.
Спустя шесть лет, в 1320 году, Владислав I Локетек был коронован как король Польши и Великопольское княжество прекратило своё существование. Территория Гнезненского княжества вошла в состав Польского королевства, став частью Калишского воеводства.

## Князья Гнезно
| #                                                | Портрет                                          | Имя (годы жизни)                                       | Родители                                               | Годы правления                | Примечания |
| ------------------------------------------------ | ------------------------------------------------ | ------------------------------------------------------ | ------------------------------------------------------ | ----------------------------- | --- |
| 1                                                |                                                  | Казимир II Справедливый (1138 — 5 мая 1194)            | Болеслав III Кривоустый Саломея фон Берг               | 1177–1181                     | князь-принцепс Польши (с 1177 по 1191 и с 1191 по 1194 год), князь Сандомирский (с 1173 по 1194 годы), Калишский (с 1177 по 1181 год), Мазовецкий (с 1186 по 1194 год) |
| 2                                                |                                                  | Мешко III (1126/1127 — 13 марта 1202)                  | Болеслав III Кривоустый Саломея фон Берг               | 1181–1202                     | князь-принцепс Польши (с 1173 по 1177, 1191, с 1198 по 1199, с 1199 по 1202 год), князь Великопольский (c 1138 по 1179 год), Познанский (с 1182 по 1202 год), Калишский (с 1181 по 1191 и с 1194 по 1202 год)                                                                                 |
| 3                                                |                                                  | Владислав III Тонконогий (1161/1166 — 3 ноября 1231)   | Мешко III Евдокия Изяславна                            | 1202–1229                     | князь-принцепс Польши (с 1202 по 1206 и с 1228 по 1229 год), князь Познанский (с 1202 по 1216 и с 1217 по 1229 год), Познанский (с 1202 по 1216 и с 1217 по 1229 год), Калишский (с 1202 по 1206 и с 1217 по 1229 год)                                                                        |
| 4                                                |                                                  | Владислав Одонич (ок. 1190 — 5 июня 1239)              | Одон I Великопольский Вышеслава Галицкая               | 1229–1239                     | князь Познанский (с 1194 по 1217 и с 1229 по 1239 год), Калишский (с 1207 по 1217 и с 1229 по 1234 год) |
| 5                                                |                                                  | Генрих II Набожный (ок. 1196 — 9 апреля 1241)          | Генрих I Бородатый Ядвига Силезская                    | 1239–1241                     | князь-принцепс Польши (с 1238 по 1241 год), князь Вроцлавский (с 1238 по 1241 год), Познанский (с 1238 по 1241 год) |
| 6                                                |                                                  | Пшемысл I (1220/1221 — 4 июня 1257)                    | Владислав Одонич Ядвига                                | 1241–1249 1250–1253           | князь Познанский (с 1241 по 1257 год), Калишский (с 1244 по 1247 и с 1249 по 1253 год) |
| 7                                                |                                                  | Болеслав Набожный (1224/1227 — 14 апреля 1279)         | Владислав Одонич Ядвига                                | 1241–1247 1249–1250 1253–1279 | князь Познанский (с 1241 по 1247 и с 1257 по 1273 год), Калишский (с 1244 по 1249 и с 1253 по 1279 год), князь Иновроцлавский (с 1271 по 1273 год) |
| В составе единого Великопольского княжества      | В составе единого Великопольского княжества      | В составе единого Великопольского княжества            | В составе единого Великопольского княжества            | 1279–1305                     | |
| 8                                                |                                                  | Генрих III Глогувский (1251/1260 — 3 декабря 1309)     | Конрад I Глогувский Саломея Великопольская             | 1306–1309                     | князь Глогувский (с 1273/1274 по 1309 год), Сцинавский (с 1290 по 1309 год), князь Жаганьский (с 1304 по 1309 год), Познанский (с 1306 по 1309 год), Калишский (с 1307 по 1309 год) |
| 9                                                |                                                  | Генрих IV Верный (1291/1292 — 22 января 1342)          | Генрих III Глогувский Матильда Брауншвейг-Люнебургская | 1309–1312                     | князь Глогувский (с 1318 по 1321 год), Сцинавский (с 1309 по 1317 годы), Жаганьский (с 1309 по 1342 годы), Познанский (с 1309 по 1314 год), Калишский (с 1309 по 1312 год) |
| 10                                               |                                                  | Конрад I Олесницкий (1292/1298 — 22/27 сентября 1366)  | Генрих III Глогувский Матильда Брауншвейг-Люнебургская | 1309–1313                     | князь Жаганьский (с 1309 по 1312 год), Олесницкий (с 1312 по 1313 и с 1321 по 1366 год), Сцинавский (с 1309 по 1312 год), Намыслувский (с 1313 по 1323 год), Познанский (с 1309 по 1312 год), Калишский (с 1309 по 1314 год), Козленский (с 1355 по 1366 год), Бытомский (с 1357 по 1366 год) |
| 11                                               |                                                  | Пшемысл Глоговский (1300/1308 — 11 января 1331)        | Генрих III Глогувский Матильда Брауншвейг-Люнебургская | 1309–1312                     | князь Глогувский (с 1318 по 1331 год), Сцинавский (с 1309 по 1317 год), Жаганьский (с 1309 по 1321 год), Познанский (с 1309 по 1314 год), Калишский (с 1309 по 1312 год) |
| 12                                               |                                                  | Ян Сцинавский (1296/1300 — 7 октября 1361/19 мая 1365) | Генрих III Глоговский Матильда Брауншвейг-Люнебургская | 1309–1312                     | князь Жаганьский (с 1309 по 1317 год), Сцинавский (с 1309 по 1361/1365 год), князь Познанский (с 1309 по 1314 год), Калишский (с 1309 по 1312 год) |
| 13                                               |                                                  | Болеслав Олесницкий (1293/1296 — 1320/1321)            | Генрих III Глоговский Матильда Брауншвейг-Люнебургская | 1309–1314                     | князь Жаганьский (с 1309 по 1312 год), Олесницкий (с 1312 по 1366 год), Сцинавский (с 1309 по 1312 год), Познанский (с 1309 по 1312 год), князь Калишский (с 1309 по 1313 год) |
| Вошло в состав единого Великопольского княжества | Вошло в состав единого Великопольского княжества | Вошло в состав единого Великопольского княжества       | Вошло в состав единого Великопольского княжества       | 1314                          | |